# کوردول
کوردول (به لاتین: Kurdul) یک منطقهٔ مسکونی در روسیه است که در داغستان واقع شده‌است.